# Allograpta obliqua
Allograpta obliqua es una especie de mosca sírfida, común de América del Norte. Las larvas son depredadores importantes de áfidos.

## Descripción
Los adultos miden entre 6 y 8 mm de largo, con franjas amarillas en el tórax y bandas cruzadas en el abdomen; con cuatro franjas o puntos longitudinales, amarillos en el cuarto y quinto tergita. Cara amarilla carente de una franja mediana completa. Los huevos son de color blanco cremoso, ovalados alargados y de aproximadamente 0,84 mm de longitud. Las larvas al final de su desarrollo son de 8 a 9 mm.

## Ciclo biológico
Los adultos de A. obliqua habitan durante todo el año en la parte sur de su área de distribución. Visitan flores. Los huevos se depositan en las superficies de las hojas o ramas cerca de pulgones. Las larvas eclosionan en dos a ocho días y se alimentan de pulgonesde una gran variedad de especies, también de ácaros, psílidos y orugas de lepidópteros.

## Distribución
Se encuentra en la mayoría de los Estados Unidos continentales. Quebec en Canadá, Bermudas, México y algunas partes de América Neotropical y las Indias Occidentales. También se encuentra en Hawái como una especie introducida.